# Asterocampa clyton
Espèce
Asterocampa clyton  est un insecte lépidoptère de la famille des Nymphalidae, de la sous-famille des Apaturinae et du genre Asterocampa.

## Dénomination
Asterocampa clyton a été nommé par Jean-Baptiste Alphonse Dechauffour de Boisduval et John Eatton Le Conte en 1835.
Synonymes : Apatura clyton Boisduval et Le Conte, [1835]; Chlorippe clyton ; Dyar, 1903; Chlorippe clyton proserpina ; Dyar, 1903.

### Noms vernaculaires
Asterocampa clyton se nomme Tawny Emperor  en anglais, la sous-espèce Asterocampa clyton flora Empress Flora ou Florida Emperor, la sous-espèce Asterocampa clyton louisa Empress Louisa ou Rio Grande Valley Emperor  et la sous-espèce Asterocampa clyton texana Texas Emperor ou Pale Emperor.

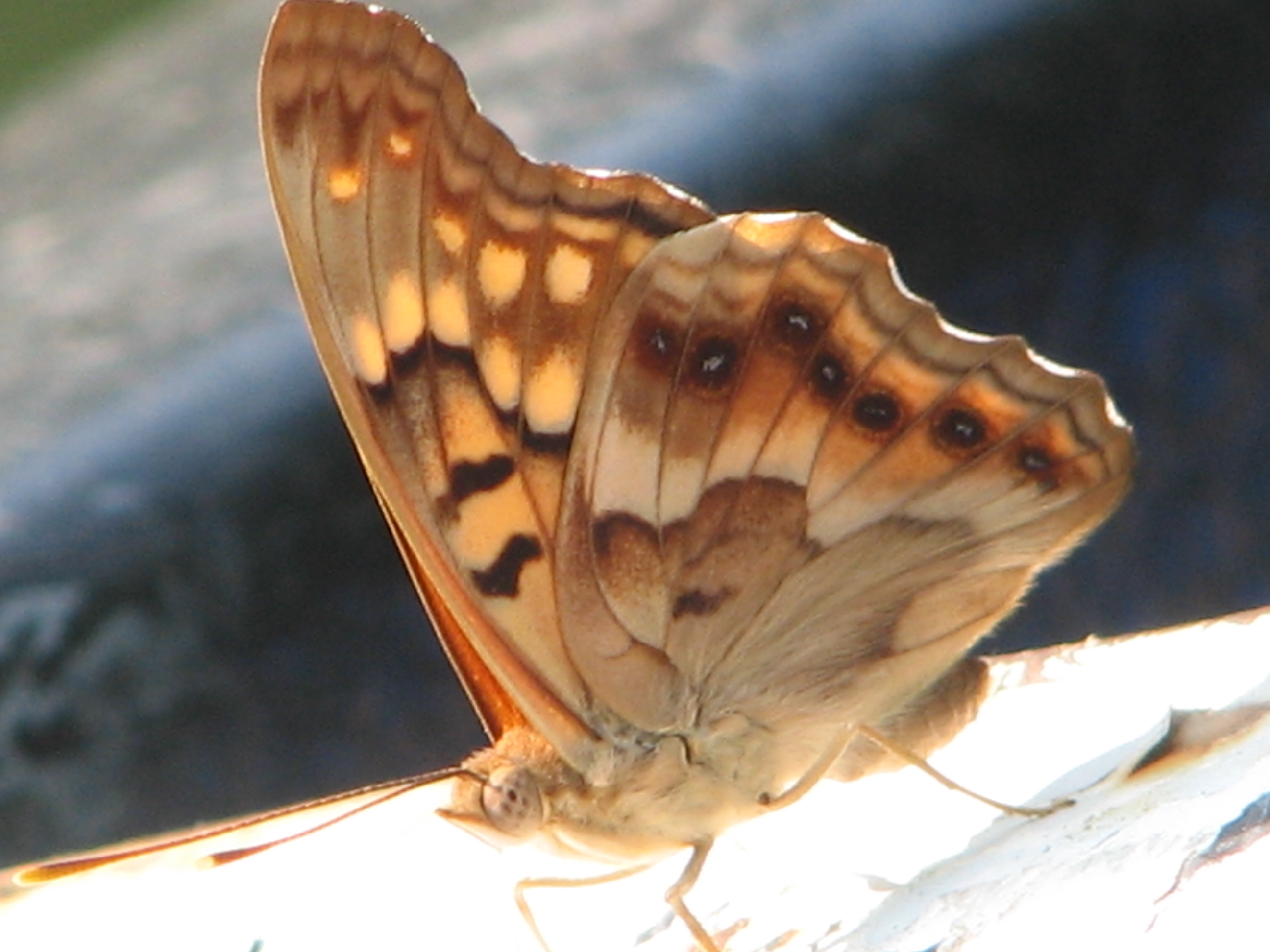
revers d' Asterocampa clyton

### Sous-espèces
- Asterocampa clyton clyton
- Asterocampa clyton flora (Edwards, 1876)
- Asterocampa clyton louisa Stallings & Turner, 1947
- Asterocampa clyton texana (Skinner, 1911)[1].

## Description
Asterocampa clyton est un papillon de couleur fauve à partie basale jaune orangé, aux ailes antérieures concaves et de taille moyenne avec une envergure variant de 40 mm à 70 mm. Les antérieures sont fauves tachées de blanc et les postérieures plus jaune avec une  ligne submarginale de gros ocelles marron marron.
Le revers est marbré de beige nacréavec une ligne submarginale sinueuse de gros ocelles aux postérieures,  ocelles noirs pupillés de bleu cernés de jaune orangé,,

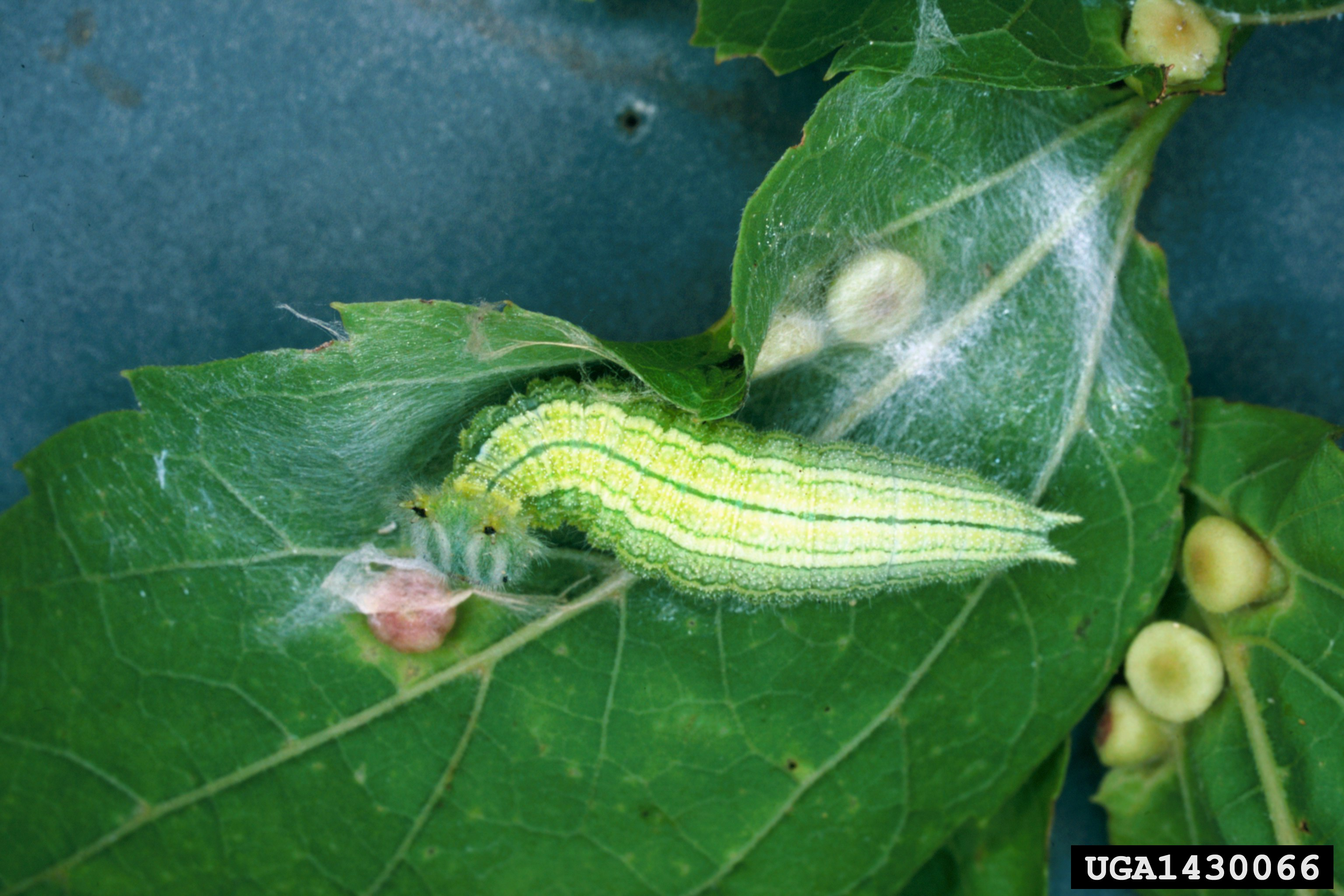
chenille d' Asterocampa clyton

### Chenille
Le chenille est verte ornée de lignes jaunes ou blanches avec deux cornes vert jaune sur la tête et deux courtes queues.

## Biologie
Il vole en une génération de juin à août dans le nord de son aire, deux générations, entre mars et novembre ailleurs.
Il hiverne au troisième stade de chenille par groupe d'une dizaine dans des feuilles mortes.

### Plantes hôtes
Les plantes hôtes sont des Celtis, Celtis laevigata, Celtis lindheimeri, Celtis occidentalis,Celtis reticulata et Celtis tenuifolia,.

## Écologie et distribution
Il est présent  dans tout l'est des États-Unis à partir de l'est du Dakota du Nord, du Dakota du Sud et du Nebraska, dans l'Oklahoma et le Texas Il est aussi présent dans le nord du Mexique en limite du Texas et au Canada dans le sud-ouest de l'Ontario,.

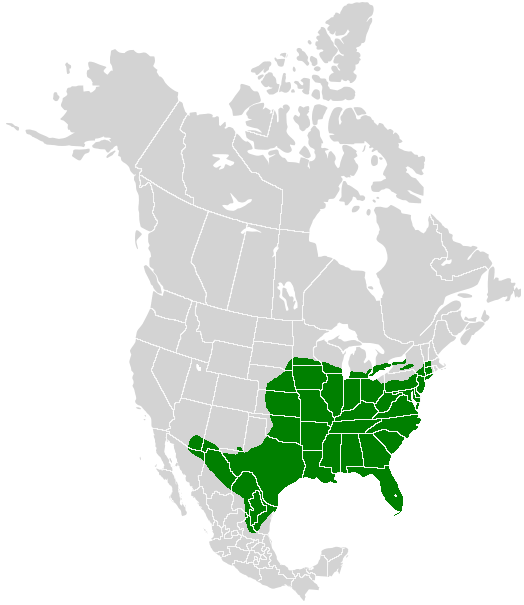
carte de répartition

### Biotope
Il réside dans les forêts et les parcs.

## Protection
Pas de statut de protection particulier.